# Pécrot
Pécrot (Nederlands: Peerot) is een dorp in de gemeente Graven in de provincie Waals-Brabant. Pécrot is een woonkern in de deelgemeente Bossut-Gottechain. De plaats is vooral bekend van het treinongeval dat hier in 2001 gebeurde.

## Geschiedenis
Op de Ferrariskaart uit de jaren 1770 zijn het dorp Bossut en de gehuchten Goddechins en Peerot weergegeven. Op het eind van het ancien régime werden Bossut en Gottechain beide een gemeente, maar deze werden in 1811 al verenigd in de gemeente Bossut-Gottechain.
De kerk van Pécrot dateert uit 1841-1842. In 1857 werd het een onafhankelijke parochie (tot dan toe behoorde het bij de parochie Bossut).

## Bezienswaardigheden
- De Sint-Antoniuskerk (Eglise Saint-Antoine) is een neoclassicistisch kerkgebouw dat in 1841 werd ontworpen en in 1946-1954 werd herbouwd.
- De Chapelle Robert

## Natuur en landschap
Pécrot ligt aan de taalgrens die hier gevormd wordt door de Dijle. Parallel daaraan stroomt de Grande Marbaise. De hoogte aan de kerk bedraagt 52 meter.

## Verkeer
Pécrot heeft een treinstation.

## Nabijgelegen kernen
Archennes, Bossut, Nethen
Deelgemeenten: Biez · Bossut-Gottechain · Eerken · Graven · Nethen

Overige dorpen en gehuchten: Bossut · Cocrou · Doiceau · Gastuche · Gottechain · Hèze · Pécrot

Belgische gemeenten · Arrondissement Nijvel · Waals-Brabant · Wallonië